# لي دونغ جيون
لي دونغ جيون (هانغل: 이동근) هو لاعب كرة قدم كوري جنوبي في مركز الوسط، ولد في 23 يناير 1981 في كوريا الجنوبية. لعب مع أولسان هيونداي وجيجو يونايتد.